# Liste von Apfelsorten/T
Erläuterungen und Quellen: Siehe Hauptartikel!
| Apfelsorte                                                                                                  | Bild                             | Kreuzung aus                              | Erstes Auftauchen                                                                          | Anmerkungen                                                        | Quellen                                  |
| --- | -------------------------------- | ----------------------------------------- | ------------------------------------------------------------------------------------------ | ------------------------------------------------------------------ | ---------------------------------------- |
| T 31/13 | Siehe: Fiesta                    | Siehe: Fiesta                             | Siehe: Fiesta                                                                              | Siehe: Fiesta                                                      | Siehe: Fiesta                            |
| Taborita |                                  |                                           |                                                                                            |                                                                    | o                                        |
| Taffetapfel                                                                                                 | Siehe: Danziger Kantapfel        | Siehe: Danziger Kantapfel                 | Siehe: Danziger Kantapfel                                                                  | Siehe: Danziger Kantapfel                                          | Siehe: Danziger Kantapfel                |
| Taffetas | Siehe: Weißer Taffetapfel        | Siehe: Weißer Taffetapfel                 | Siehe: Weißer Taffetapfel                                                                  | Siehe: Weißer Taffetapfel                                          | Siehe: Weißer Taffetapfel                |
| Taffetiner                                                                                                  | Siehe: Weißer Taffetapfel        | Siehe: Weißer Taffetapfel                 | Siehe: Weißer Taffetapfel                                                                  | Siehe: Weißer Taffetapfel                                          | Siehe: Weißer Taffetapfel                |
| Tafft-Apfel                                                                                                 | Siehe: Roter Augustiner          | Siehe: Roter Augustiner                   | Siehe: Roter Augustiner                                                                    | Siehe: Roter Augustiner                                            | Siehe: Roter Augustiner                  |
| Tailman |                                  |                                           |                                                                                            |                                                                    | f                                        |
| Takane |                                  |                                           |                                                                                            |                                                                    | e                                        |
| Takano Wase                                                                                                 |                                  | Sport von Fuji                            |                                                                                            |                                                                    |                                          |
| Takapuna Russet                                                                                             | Siehe: Graue Kanadarenette       | Siehe: Graue Kanadarenette                | Siehe: Graue Kanadarenette                                                                 | Siehe: Graue Kanadarenette                                         | Siehe: Graue Kanadarenette               |
| Tale Sweet                                                                                                  |                                  |                                           |                                                                                            |                                                                    | e, f                                     |
| Tallinna pirnõun                                                                                            | Siehe: Tallinner Birnenapfel     | Siehe: Tallinner Birnenapfel              | Siehe: Tallinner Birnenapfel                                                               | Siehe: Tallinner Birnenapfel                                       | Siehe: Tallinner Birnenapfel             |
| Tallinner Birnenapfel (oder: Tallinna pirnõun)                                                              |                                  |                                           |                                                                                            |                                                                    |                                          |
| Tallow Pippin                                                                                               |                                  |                                           |                                                                                            |                                                                    | a                                        |
| Talmon Sweet                                                                                                |                                  |                                           |                                                                                            |                                                                    |                                          |
| Tan Harvey                                                                                                  |                                  |                                           |                                                                                            |                                                                    | f                                        |
| Tango |                                  |                                           |                                                                                            |                                                                    | j                                        |
| Tangowine                                                                                                   |                                  |                                           |                                                                                            |                                                                    | e                                        |
| Tannenkrüger                                                                                                |                                  |                                           |                                                                                            |                                                                    | j, o                                     |
| Tardi Rouget                                                                                                |                                  |                                           |                                                                                            |                                                                    |                                          |
| Tardive De La Sarthe                                                                                        |                                  |                                           |                                                                                            | Herstellung von Cidre                                              | f                                        |
| Tardive Forestier                                                                                           |                                  |                                           |                                                                                            |                                                                    | e, f                                     |
| Tare De Ghinda                                                                                              |                                  |                                           |                                                                                            |                                                                    | f                                        |
| Tart Bough                                                                                                  |                                  |                                           |                                                                                            |                                                                    |                                          |
| Tartu Rose                                                                                                  |                                  |                                           |                                                                                            |                                                                    |                                          |
| Tasman Pride                                                                                                |                                  |                                           |                                                                                            |                                                                    | e, f                                     |
| Tasty |                                  |                                           |                                                                                            |                                                                    | e                                        |
| Taubenapfel                                                                                                 |                                  |                                           |                                                                                            |                                                                    |                                          |
| Taubenapfel Von St. Louis                                                                                   |                                  |                                           |                                                                                            |                                                                    | h (Nr. 229, S. 255)                      |
| Taubenfarbiger Apfel                                                                                        | Siehe: Sommer-Zimtapfel          | Siehe: Sommer-Zimtapfel                   | Siehe: Sommer-Zimtapfel                                                                    | Siehe: Sommer-Zimtapfel                                            | Siehe: Sommer-Zimtapfel                  |
| Taunton Cross                                                                                               |                                  |                                           |                                                                                            |                                                                    | f                                        |
| Tawria |                                  |                                           |                                                                                            |                                                                    | e                                        |
| Taylor |                                  |                                           |                                                                                            |                                                                    | a                                        |
| Taylor's |                                  |                                           |                                                                                            |                                                                    | f                                        |
| Teint Frais                                                                                                 |                                  |                                           |                                                                                            |                                                                    | e, f                                     |
| Telamon (oder: Waltz)                                                                                       |                                  |                                           | Zucht 1976 auf der East Malling Research Station, East Malling, Kent. Markteinführung 1989 |                                                                    | a, e, f, j, o                            |
| Teli Czitrom Alma                                                                                           | Siehe: Entz-Rosmarin             | Siehe: Entz-Rosmarin                      | Siehe: Entz-Rosmarin                                                                       | Siehe: Entz-Rosmarin                                               | Siehe: Entz-Rosmarin                     |
| Teller | Siehe: Hausmütterchen            | Siehe: Hausmütterchen                     | Siehe: Hausmütterchen                                                                      | Siehe: Hausmütterchen                                              | Siehe: Hausmütterchen                    |
| Tellina |                                  |                                           |                                                                                            |                                                                    | e, f                                     |
| Tellisaare                                                                                                  |                                  | Belle-Fleur Kitaika × Prunifolia          | in Pawlowsk, Russland                                                                      |                                                                    | f                                        |
| Telstar |                                  | Golden Delicious × Kidd's Orange Red      | 1934 in Grey Town, Wairarapa, Neuseeland, Züchter: J. H. Kidd                              | Sehr süß, honigartig, wie ein sehr guter Golden Delicious          | a, f, g (S. 272)                         |
| Teltower Wintergravensteiner                                                                                |                                  |                                           |                                                                                            |                                                                    | o                                        |
| Ten Commandments                                                                                            | Siehe: Rote Sternrenette         | Siehe: Rote Sternrenette                  | Siehe: Rote Sternrenette                                                                   | Siehe: Rote Sternrenette                                           | Siehe: Rote Sternrenette                 |
| Tenroy |                                  | Mutante des Gala                          |                                                                                            |                                                                    | f, j                                     |
| Tenroy Gala Royal                                                                                           | Siehe: Tenroy                    | Siehe: Tenroy                             | Siehe: Tenroy                                                                              | Siehe: Tenroy                                                      | Siehe: Tenroy                            |
| Tensei |                                  | Sport von Fuji                            |                                                                                            |                                                                    | e                                        |
| Tentation                                                                                                   | Siehe: Delblush                  | Siehe: Delblush                           | Siehe: Delblush                                                                            | Siehe: Delblush                                                    | Siehe: Delblush                          |
| Terry |                                  |                                           |                                                                                            |                                                                    |                                          |
| Tersmeden                                                                                                   |                                  |                                           |                                                                                            |                                                                    |                                          |
| Tertio |                                  |                                           |                                                                                            |                                                                    | j, o                                     |
| Teser (oder: Tsr 29)                                                                                        |                                  |                                           | 1944 in den USA                                                                            |                                                                    | c, j, o                                  |
| Tesnière |                                  |                                           |                                                                                            | Herstellung von Cidre                                              |                                          |
| Testerspur Golden Delicious                                                                                 |                                  |                                           |                                                                                            |                                                                    | f                                        |
| Tête De Chat                                                                                                |                                  |                                           |                                                                                            |                                                                    |                                          |
| Tetofsky |                                  |                                           |                                                                                            |                                                                    |                                          |
| Teton De Demoiselle                                                                                         |                                  |                                           |                                                                                            |                                                                    | f                                        |
| Teuffenthaler                                                                                               |                                  |                                           |                                                                                            |                                                                    | o                                        |
| Teuringer                                                                                                   | Siehe: Rheinischer Winterrambur  | Siehe: Rheinischer Winterrambur           | Siehe: Rheinischer Winterrambur                                                            | Siehe: Rheinischer Winterrambur                                    | Siehe: Rheinischer Winterrambur          |
| Teuringer Rambur                                                                                            | Siehe: Rheinischer Winterrambur  | Siehe: Rheinischer Winterrambur           | Siehe: Rheinischer Winterrambur                                                            | Siehe: Rheinischer Winterrambur                                    | Siehe: Rheinischer Winterrambur          |
| Tewkesbury Baron                                                                                            |                                  |                                           |                                                                                            |                                                                    | f                                        |
| Tewksbury                                                                                                   |                                  |                                           |                                                                                            |                                                                    |                                          |
| Texan Red                                                                                                   | Siehe: Winesap                   | Siehe: Winesap                            | Siehe: Winesap                                                                             | Siehe: Winesap                                                     | Siehe: Winesap                           |
| Texas Red                                                                                                   |                                  |                                           |                                                                                            |                                                                    |                                          |
| Texola |                                  |                                           |                                                                                            |                                                                    | f                                        |
| Thoday's Quarrenden                                                                                         |                                  |                                           |                                                                                            |                                                                    | a, f                                     |
| Thomas Jeffrey                                                                                              |                                  |                                           |                                                                                            |                                                                    | f                                        |
| Thomas Rivers                                                                                               |                                  |                                           |                                                                                            |                                                                    | f                                        |
| Thome Empire                                                                                                |                                  |                                           |                                                                                            |                                                                    | a                                        |
| Thompson's Apple                                                                                            |                                  |                                           |                                                                                            |                                                                    | f                                        |
| Thouins Renette                                                                                             |                                  |                                           |                                                                                            |                                                                    | h (Nr. 333, S. 375)                      |
| Thorle Pippin                                                                                               |                                  |                                           |                                                                                            |                                                                    | f                                        |
| Thorpe's Peach                                                                                              |                                  |                                           |                                                                                            |                                                                    | f                                        |
| Thouins Reinette                                                                                            | Siehe: Thouins Renette           | Siehe: Thouins Renette                    | Siehe: Thouins Renette                                                                     | Siehe: Thouins Renette                                             | Siehe: Thouins Renette                   |
| Thouins Renette (oder: Reinette Thouin, Thouins Reinette)                                                   |                                  |                                           |                                                                                            |                                                                    | f, o                                     |
| Thunderbolt                                                                                                 |                                  |                                           |                                                                                            |                                                                    |                                          |
| Thurgauer Borsdorfer                                                                                        |                                  |                                           |                                                                                            |                                                                    | o                                        |
| Thurgauer Kent                                                                                              |                                  |                                           |                                                                                            |                                                                    | o                                        |
| Thurgauer Weinapfel (oder: Kleiner Weinapfel)                                                               |                                  |                                           |                                                                                            |                                                                    | e, f, j, o                               |
| Thurso |                                  |                                           |                                                                                            |                                                                    | f                                        |
| Thurston August                                                                                             | Siehe: Discovery                 | Siehe: Discovery                          | Siehe: Discovery                                                                           | Siehe: Discovery                                                   | Siehe: Discovery                         |
| Thyrrestrups Kirschenapfel                                                                                  |                                  |                                           |                                                                                            |                                                                    | h (Nr. 19, S. 22)                        |
| Tickled Pink                                                                                                |                                  |                                           |                                                                                            |                                                                    | a                                        |
| Tidal |                                  |                                           |                                                                                            |                                                                    |                                          |
| Tiefblüte (oder: Tiefenblüte)                                                                               |                                  |                                           |                                                                                            |                                                                    | h (Nr. 212, S. 234), o                   |
| Tiefbutzen                                                                                                  | Siehe: Weißer Matapfel           | Siehe: Weißer Matapfel                    | Siehe: Weißer Matapfel                                                                     | Siehe: Weißer Matapfel                                             | Siehe: Weißer Matapfel                   |
| Tiefenblüte                                                                                                 | Siehe: Tiefblüte                 | Siehe: Tiefblüte                          | Siehe: Tiefblüte                                                                           | Siehe: Tiefblüte                                                   | Siehe: Tiefblüte                         |
| Tiefköpfchen                                                                                                |                                  |                                           |                                                                                            |                                                                    | o                                        |
| Tietjenapfel                                                                                                |                                  |                                           |                                                                                            |                                                                    |                                          |
| Tiffen |                                  |                                           |                                                                                            |                                                                    | f                                        |
| Tift Spur Rome                                                                                              |                                  |                                           |                                                                                            |                                                                    | e                                        |
| Tillington Court                                                                                            |                                  |                                           |                                                                                            |                                                                    | f                                        |
| Tilsith |                                  |                                           |                                                                                            |                                                                    | e                                        |
| Tinsley Quince                                                                                              |                                  |                                           |                                                                                            |                                                                    | f                                        |
| Tioga |                                  |                                           |                                                                                            |                                                                    | a                                        |
| Tiroler Borsdorfer                                                                                          | Siehe: Lucas Borsdorfer          | Siehe: Lucas Borsdorfer                   | Siehe: Lucas Borsdorfer                                                                    | Siehe: Lucas Borsdorfer                                            | Siehe: Lucas Borsdorfer                  |
| Tiroler Maschanzker                                                                                         | Siehe: Lucas Borsdorfer          | Siehe: Lucas Borsdorfer                   | Siehe: Lucas Borsdorfer                                                                    | Siehe: Lucas Borsdorfer                                            | Siehe: Lucas Borsdorfer                  |
| Tiroler Muskatellapfel                                                                                      |                                  |                                           |                                                                                            |                                                                    | o                                        |
| Tiroler Platt-Lederapfel                                                                                    |                                  | Mutation des Tiroler Spitz-Lederapfels    |                                                                                            |                                                                    | h (Nr. 564, S. 625), o, p (S. 643)       |
| Tiroler Platter Lederapfel                                                                                  | Siehe: Tiroler Platt-Lederapfel  | Siehe: Tiroler Platt-Lederapfel           | Siehe: Tiroler Platt-Lederapfel                                                            | Siehe: Tiroler Platt-Lederapfel                                    | Siehe: Tiroler Platt-Lederapfel          |
| Tiroler Rosenapfel                                                                                          |                                  |                                           |                                                                                            |                                                                    | h (Nr. 196, S. 218), o                   |
| Tiroler Spitz-Lederapfel (oder: Spitzlederer, Tiroler Spitzlederer)                                         |                                  |                                           | Südtirol                                                                                   | Möglicherweise identisch mit der Zimtrenette. Beschreibung         | e, f, g (S. 268), h (Nr. 577, S. 638), o |
| Tiroler Spitzlederer                                                                                        | Siehe: Tiroler Spitz-Lederapfel  | Siehe: Tiroler Spitz-Lederapfel           | Siehe: Tiroler Spitz-Lederapfel                                                            | Siehe: Tiroler Spitz-Lederapfel                                    | Siehe: Tiroler Spitz-Lederapfel          |
| Titovka | Siehe: Titowka                   | Siehe: Titowka                            | Siehe: Titowka                                                                             | Siehe: Titowka                                                     | Siehe: Titowka                           |
| Titowka (oder: Titovka)                                                                                     |                                  |                                           |                                                                                            |                                                                    | f, o                                     |
| Titus |                                  |                                           |                                                                                            |                                                                    |                                          |
| Titus Pippin                                                                                                |                                  |                                           |                                                                                            |                                                                    |                                          |
| Tobiasler (oder: Tobiäsler)                                                                                 |                                  |                                           |                                                                                            |                                                                    | f, o                                     |
| Tobiäsler                                                                                                   | Siehe: Tobiasler                 | Siehe: Tobiasler                          | Siehe: Tobiasler                                                                           | Siehe: Tobiasler                                                   | Siehe: Tobiasler                         |
| Tobistona                                                                                                   |                                  |                                           |                                                                                            |                                                                    |                                          |
| Toggenburg                                                                                                  |                                  | Mutation von Gravensteiner                | Schweiz                                                                                    |                                                                    |                                          |
| Tohoku 2 |                                  |                                           |                                                                                            |                                                                    | e                                        |
| Tohoku 3 | Siehe: Akane                     | Siehe: Akane                              | Siehe: Akane                                                                               | Siehe: Akane                                                       | Siehe: Akane                             |
| Tohoku 4 |                                  |                                           |                                                                                            |                                                                    | e                                        |
| Toko |                                  | Golden Delicious von Indo                 | 1930 Aomori, Japan                                                                         |                                                                    | a                                        |
| Tokyo Rose                                                                                                  | Siehe: Akane                     | Siehe: Akane                              | Siehe: Akane                                                                               | Siehe: Akane                                                       | Siehe: Akane                             |
| Tolman Sweet (oder: Brown's Golden Sweet, Tolman)                                                           |                                  |                                           | 1822 in USA                                                                                | Kleiner Apfel, wird hauptsächlich zum Kochen und Einmachen benutzt | a, c, d                                  |
| Tolman | Siehe: Tolman Sweet              | Siehe: Tolman Sweet                       | Siehe: Tolman Sweet                                                                        | Siehe: Tolman Sweet                                                | Siehe: Tolman Sweet                      |
| Tom Putt |                                  |                                           | 18. Jahrhundert in Trent, Dorset, England                                                  |                                                                    | a, c, e, f                               |
| Tommy Knight                                                                                                |                                  |                                           |                                                                                            |                                                                    | f                                        |
| Tompkins King (oder: King Of Tompkins)                                                                      |                                  |                                           |                                                                                            |                                                                    |                                          |
| Tonino |                                  |                                           |                                                                                            |                                                                    | f                                        |
| Tönninger                                                                                                   |                                  |                                           |                                                                                            |                                                                    |                                          |
| Topas | Siehe: Topaz                     | Siehe: Topaz                              | Siehe: Topaz                                                                               | Siehe: Topaz                                                       | Siehe: Topaz                             |
| Topaz (oder: Topas)                                                                                         |                                  | Rubin × Vanda                             | 1984 gezüchtet in Prag                                                                     |                                                                    | a, c, f, j, o                            |
| Tordai Alma                                                                                                 |                                  |                                           |                                                                                            |                                                                    | f                                        |
| Tordai Piros Kalvil                                                                                         |                                  |                                           |                                                                                            |                                                                    | f                                        |
| Toreno |                                  |                                           |                                                                                            |                                                                    | e                                        |
| Tormo |                                  |                                           |                                                                                            |                                                                    |                                          |
| Tortenapfel                                                                                                 | Siehe: Geflammter Kardinal       | Siehe: Geflammter Kardinal                | Siehe: Geflammter Kardinal                                                                 | Siehe: Geflammter Kardinal                                         | Siehe: Geflammter Kardinal               |
| Totem |                                  |                                           |                                                                                            |                                                                    | f                                        |
| Tower Of Glamis                                                                                             |                                  |                                           |                                                                                            |                                                                    | e, f                                     |
| Townsend |                                  |                                           |                                                                                            |                                                                    |                                          |
| Towson |                                  |                                           |                                                                                            |                                                                    |                                          |
| Toyo (oder: Orient)                                                                                         |                                  |                                           | 1935 in Japan                                                                              |                                                                    | f                                        |
| Trader's Fancy                                                                                              |                                  |                                           |                                                                                            |                                                                    |                                          |
| Trajan (oder: Polka)                                                                                        |                                  |                                           |                                                                                            |                                                                    | a, e, f, j, o                            |
| Trankapfel                                                                                                  | Siehe: Roter Trierer Weinapfel   | Siehe: Roter Trierer Weinapfel            | Siehe: Roter Trierer Weinapfel                                                             | Siehe: Roter Trierer Weinapfel                                     | Siehe: Roter Trierer Weinapfel           |
| Transcendent                                                                                                |                                  |                                           |                                                                                            |                                                                    |                                          |
| Transcendent Crab                                                                                           |                                  |                                           |                                                                                            |                                                                    | e                                        |
| Transparent                                                                                                 | Siehe: Apfel Von Croncels        | Siehe: Apfel Von Croncels                 | Siehe: Apfel Von Croncels                                                                  | Siehe: Apfel Von Croncels                                          | Siehe: Apfel Von Croncels                |
| Transparent Von Croncels                                                                                    | Siehe: Apfel Von Croncels        | Siehe: Apfel Von Croncels                 | Siehe: Apfel Von Croncels                                                                  | Siehe: Apfel Von Croncels                                          | Siehe: Apfel Von Croncels                |
| Transparente Blanche                                                                                        | Siehe: Weißer Klarapfel          | Siehe: Weißer Klarapfel                   | Siehe: Weißer Klarapfel                                                                    | Siehe: Weißer Klarapfel                                            | Siehe: Weißer Klarapfel                  |
| Transparente De Bois-Guillaume                                                                              |                                  |                                           |                                                                                            |                                                                    | f                                        |
| Transparente De Croncels                                                                                    | Siehe: Apfel Von Croncels        | Siehe: Apfel Von Croncels                 | Siehe: Apfel Von Croncels                                                                  | Siehe: Apfel Von Croncels                                          | Siehe: Apfel Von Croncels                |
| Transparente De St. Leger                                                                                   | Siehe: Virginischer Rosenapfel   | Siehe: Virginischer Rosenapfel            | Siehe: Virginischer Rosenapfel                                                             | Siehe: Virginischer Rosenapfel                                     | Siehe: Virginischer Rosenapfel           |
| Transparente Jaune                                                                                          | Siehe: Virginischer Rosenapfel   | Siehe: Virginischer Rosenapfel            | Siehe: Virginischer Rosenapfel                                                             | Siehe: Virginischer Rosenapfel                                     | Siehe: Virginischer Rosenapfel           |
| Träubchen                                                                                                   | Siehe: Drüwken                   | Siehe: Drüwken                            | Siehe: Drüwken                                                                             | Siehe: Drüwken                                                     | Siehe: Drüwken                           |
| Traubenapfel                                                                                                | Siehe: Drüwken                   | Siehe: Drüwken                            | Siehe: Drüwken                                                                             | Siehe: Drüwken                                                     | Siehe: Drüwken                           |
| Travers Goldrenette                                                                                         |                                  |                                           |                                                                                            |                                                                    | o                                        |
| Travers Renette                                                                                             | Siehe: Ribston Pepping           | Siehe: Ribston Pepping                    | Siehe: Ribston Pepping                                                                     | Siehe: Ribston Pepping                                             | Siehe: Ribston Pepping                   |
| Treco Spur Red Gala No 42                                                                                   | Siehe: Red Gala No 42            | Siehe: Red Gala No 42                     | Siehe: Red Gala No 42                                                                      | Siehe: Red Gala No 42                                              | Siehe: Red Gala No 42                    |
| Trelage |                                  |                                           |                                                                                            |                                                                    | f                                        |
| Tremlett's Bitter                                                                                           |                                  |                                           | um 1820 in Exe Valley, UK                                                                  |                                                                    | a, c, f                                  |
| Trendelburger Kalvill                                                                                       |                                  |                                           |                                                                                            |                                                                    | j, o                                     |
| Trenklesämling                                                                                              |                                  |                                           |                                                                                            |                                                                    | j, o                                     |
| Trennfurter Goldrenette                                                                                     | Siehe: Trennfurter Renette       | Siehe: Trennfurter Renette                | Siehe: Trennfurter Renette                                                                 | Siehe: Trennfurter Renette                                         | Siehe: Trennfurter Renette               |
| Trennfurter Renette (oder: Trennfurter Goldrenette)                                                         |                                  |                                           |                                                                                            |                                                                    | j, o                                     |
| Trenton |                                  |                                           |                                                                                            |                                                                    |                                          |
| Trenton Early                                                                                               |                                  |                                           |                                                                                            |                                                                    |                                          |
| Tretowka |                                  |                                           | Russland                                                                                   | Frucht ähnlich dem Weißen Sommer-Calvill                           | l (S. 33)                                |
| Trezeke Meyers                                                                                              |                                  |                                           |                                                                                            |                                                                    | f, o                                     |
| Triangel |                                  |                                           |                                                                                            |                                                                    | o                                        |
| Trierer Weinapfel                                                                                           |                                  |                                           |                                                                                            |                                                                    |                                          |
| Triomphe De Kiel                                                                                            | Siehe: Bramleys Sämling          | Siehe: Bramleys Sämling                   | Siehe: Bramleys Sämling                                                                    | Siehe: Bramleys Sämling                                            | Siehe: Bramleys Sämling                  |
| Triple E Fuji                                                                                               |                                  |                                           |                                                                                            |                                                                    | a                                        |
| Triumph Aus Luxemburg                                                                                       | Siehe: Luxemburger Triumph       | Siehe: Luxemburger Triumph                | Siehe: Luxemburger Triumph                                                                 | Siehe: Luxemburger Triumph                                         | Siehe: Luxemburger Triumph               |
| Triumph Von Luxemburg                                                                                       | Siehe: Luxemburger Triumph       | Siehe: Luxemburger Triumph                | Siehe: Luxemburger Triumph                                                                 | Siehe: Luxemburger Triumph                                         | Siehe: Luxemburger Triumph               |
| Trogsta |                                  |                                           | Schweden                                                                                   | Lucas Borsdorfer                                                   |                                          |
| Tropical Beauty                                                                                             |                                  |                                           |                                                                                            |                                                                    | e, f                                     |
| Trotuse |                                  |                                           |                                                                                            |                                                                    | f                                        |
| Trumbull |                                  |                                           |                                                                                            |                                                                    |                                          |
| Trusevitch I-48-41                                                                                          |                                  |                                           |                                                                                            |                                                                    | e                                        |
| Tschupeler                                                                                                  |                                  |                                           |                                                                                            |                                                                    | o                                        |
| Tsr 29 | Siehe: Teser                     | Siehe: Teser                              | Siehe: Teser                                                                               | Siehe: Teser                                                       | Siehe: Teser                             |
| Tsugaru |                                  | Golden Delicious von Jonathan             | 1930 Aomori, Japan                                                                         |                                                                    | a, f                                     |
| Tuchmesser                                                                                                  |                                  |                                           |                                                                                            |                                                                    | o                                        |
| Tudor |                                  |                                           |                                                                                            |                                                                    |                                          |
| Tuinzoete                                                                                                   | Siehe: Zoete Peppel              | Siehe: Zoete Peppel                       | Siehe: Zoete Peppel                                                                        | Siehe: Zoete Peppel                                                | Siehe: Zoete Peppel                      |
| Tukker |                                  |                                           |                                                                                            |                                                                    | f                                        |
| Tukor Alma                                                                                                  |                                  |                                           |                                                                                            |                                                                    | f                                        |
| Tulpenapfel                                                                                                 |                                  |                                           | um 1900                                                                                    |                                                                    | j, o                                     |
| Tulpenkalvill                                                                                               |                                  |                                           |                                                                                            |                                                                    |                                          |
| Tulpenkardinal                                                                                              |                                  |                                           |                                                                                            |                                                                    |                                          |
| Tumanga | Siehe: Auralia                   | Siehe: Auralia                            | Siehe: Auralia                                                                             | Siehe: Auralia                                                     | Siehe: Auralia                           |
| Tunaäpple                                                                                                   |                                  |                                           | in den 1930er Jahren von Gärtner Lundvik in Islingby in Borlänge entdeckt                  |                                                                    |                                          |
| Tüpfelapfel                                                                                                 |                                  |                                           |                                                                                            | Benannt durch Richard Zorn.                                        | p (S. 644)                               |
| Tupstones                                                                                                   |                                  |                                           |                                                                                            |                                                                    | f                                        |
| Türkenapfel                                                                                                 |                                  |                                           |                                                                                            |                                                                    | h (Nr. 70, S. 79), j, p (S. 645)         |
| Türkischer Weinling                                                                                         | Siehe: Roter Stettiner           | Siehe: Roter Stettiner                    | Siehe: Roter Stettiner                                                                     | Siehe: Roter Stettiner                                             | Siehe: Roter Stettiner                   |
| Turley |                                  |                                           |                                                                                            |                                                                    |                                          |
| Turley Winesap                                                                                              |                                  |                                           |                                                                                            |                                                                    | a                                        |
| Turn Off Lane                                                                                               |                                  |                                           |                                                                                            |                                                                    |                                          |
| Turner's Prolific                                                                                           | Siehe: Arthur Turner             | Siehe: Arthur Turner                      | Siehe: Arthur Turner                                                                       | Siehe: Arthur Turner                                               | Siehe: Arthur Turner                     |
| Tuscaloosa                                                                                                  |                                  |                                           |                                                                                            |                                                                    |                                          |
| Tuscan (oder: Bolero)                                                                                       |                                  |                                           |                                                                                            |                                                                    | a, e, f, j, o                            |
| Tvismark |                                  |                                           |                                                                                            |                                                                    |                                          |
| Twenty Ounce                                                                                                |                                  |                                           | 1840 in New York                                                                           |                                                                    | a, c, d, e, f                            |
| Tydeman Early                                                                                               | Siehe: Tydeman's Early Worcester | Siehe: Tydeman's Early Worcester          | Siehe: Tydeman's Early Worcester                                                           | Siehe: Tydeman's Early Worcester                                   | Siehe: Tydeman's Early Worcester         |
| Tydeman's Early                                                                                             | Siehe: Tydeman's Early Worcester | Siehe: Tydeman's Early Worcester          | Siehe: Tydeman's Early Worcester                                                           | Siehe: Tydeman's Early Worcester                                   | Siehe: Tydeman's Early Worcester         |
| Tydeman's Early Worcester (oder: Early Worcester, Tydeman Early, Tydeman's Early, Tydeman's Red, Worcester) |                                  | McIntosh × Worcester Parmäne              | Zucht: 1929 in Kent durch H. M. Tydeman. Markteinführung: 1945.                            |                                                                    | a, c, d, e, f, j, o                      |
| Tydeman's Harvest                                                                                           |                                  | Devonshire Quarrenden × Worcester Parmäne | Zucht: 1930 in Kent durch H. M. Tydeman.                                                   |                                                                    | f                                        |
| Tydeman's Late Cox                                                                                          | Siehe: Tydeman's Late Orange     | Siehe: Tydeman's Late Orange              | Siehe: Tydeman's Late Orange                                                               | Siehe: Tydeman's Late Orange                                       | Siehe: Tydeman's Late Orange             |
| Tydeman's Late Orange (oder: Tydeman's Late Cox)                                                            |                                  | Laxtons Superb × Cox Orange               | Zucht: 1930 in Kent durch H. M. Tydeman. Markteinführung: 1949.                            |                                                                    | a, c, e, f, o                            |
| Tydeman's Martinmas                                                                                         |                                  |                                           |                                                                                            |                                                                    |                                          |
| Tydeman's Michaelmas Red (oder: Michaelmas Red)                                                             |                                  | McIntosh × Worcester Parmäne              | Zucht: 1929 in Kent durch H. M. Tydeman.                                                   |                                                                    | e, f                                     |
| Tydeman's October Pippin                                                                                    |                                  |                                           |                                                                                            |                                                                    |                                          |
| Tydeman's Red                                                                                               | Siehe: Tydeman's Early Worcester | Siehe: Tydeman's Early Worcester          | Siehe: Tydeman's Early Worcester                                                           | Siehe: Tydeman's Early Worcester                                   | Siehe: Tydeman's Early Worcester         |
| Tyler's Kernel                                                                                              |                                  |                                           |                                                                                            |                                                                    | e, f                                     |
| Tyroler Rosenapfel                                                                                          |                                  |                                           |                                                                                            | Benannt durch Richard Zorn.                                        | p (S. 646f)                              |